# Демчишин Іван Миколайович
Іван Миколайович Демчишин (28 червня 1948, с. Старий Нижбірок Гусятинського району Тернопільської області, Україна — 19 червня 2009, м. Тернопіль) — український літератор, член НСПУ (2005).

## Життєпис
Закінчив Теребовлянське культосвітнє училище (1980, нині вище училище культури), Рівненський текстильний технікум (1986). Від 1981 навчався в Інституті культури у Рівному.
Працював директором ПК «Текстильник», згодом — на профспілковій роботі у ВО «Текстерно».
Іван Демчишин був членом Міжнародного центру розвитку ініціатив, Всесвітнього інформаційного благодійного центру та Всесвітньої асоціації боротьби з дитячою лейкемією (США), Міжнародного фонду допомоги жертвам Чорнобильської катастрофи і Духовної ліги православної церкви.

## Творчість
У 1978—1985 — голова літературної студії «Данко» (м. Тернопіль).
Свої твори друкував у журналах «Жовтень» (нині – «Дзвін»), «Тернопіль», «Сова», альманасі «Подільська толока», газетах «Вільне життя», «Свобода», «Ровесник», «Русалка Дністрова», «Демократична Україна», «Молодь України», «Батьківщина», «Солдат» (Чехія), у збірнику «Україна» та ін. 
Випустив такі поетичні збірки: «Зілля любові», «Рай-цвіт» (обидві - 1997), «Треба жити» (1998), «Не падай дощ» (2000), «Долина Дай - дай» (2000), «Канцони і переддень» (2002), «Голос дороги» (2006), прозові книжки «Солодке життя» (1998), «Хто серцем сонце гріє» (1999), «Бронька»(2001), дитячу збірку «Максимків день» (2003), «Вертикальне коло»(2010).
Іван Демчишин – автор багатьох пісень, переможець Всеукраїнського пісенного конкурсу «Фант-лото «Надія». 2005 року його було прийнято у члени Національної спілки письменників України, а 2008 року відзначено Всеукраїнською літературно-мистецькою премією імені Богдана та Левка Лепких.

## Доробок
Автор збірок поезій та прози
- «Зілля любові» (1997),
- «Рай-цвіт» (1997)[1],
- «Треба жити» (1998),
- «Солодке життя» (1998),
- «Хто серцем сонце гріє» (1999),
- «Долина Дайдай» (2000),
- «Не падай на дощ» (2000, інтимна лірика)[2],
- «Бронька» (2001, міні-роман)[3],
- «Канцони і переддень» (2002),
- «Голос дороги» (2006, поезії)[4],
- «Вертикальне коло» (2010, роздуми)[5].

## Сім'я
Сини: Микола Демчишин, Володимир Демчишин — також літератор.

## Нагороди
- Медаль «За трудову відзнаку».
- Премія імені братів Богдана і Левка Лепких (2008).

## Цікаві факти
Іван Демчишин освідчився в коханні на склеєних шпалерах довжиною 67,5 метра. Зізнання подарував дружині Любі до 35-ї річниці шлюбу, за що потрапив до Книги рекордів України.

## Вшанування пам'яті

### «Батьківські обереги— 2015»
30 серпня 2015 року в селі Старий Нижбірок відбувся молодіжний літературно-мистецький фестиваль «Батьківські обереги — 2015», присвячений Іванові Демчишину. Учасниками фестивалю були, зокрема, «Літературний батальйон — Літбат» ТОО НСПУ, «Народний Театр Ореста Савки», а також сільські ансамблі «Водограй», «Ясені», «Калина» та хори, гурти і вокалісти з навколишніх сіл та районів. На святі урочисто вручили медалі «Захисникам вітчизни» учасникам АТО Дмитрові Юзваку та Петрові Вівчару. Медаллю «200-річчя з дня народження Т. Г. Шевченка» нагороджено Володимира Демчишина, яку вручив Олександр Смик.

## Відкриття меморіальної таблиці
У Старому Нижбірку, де народився письменник, 10 листопада 2011 року відкрито меморіальну таблицю Івану Демчишину на фасаді місцевої школи. Дошку освятив священик церкви святих Петра і Павла отець Роман Гладій.

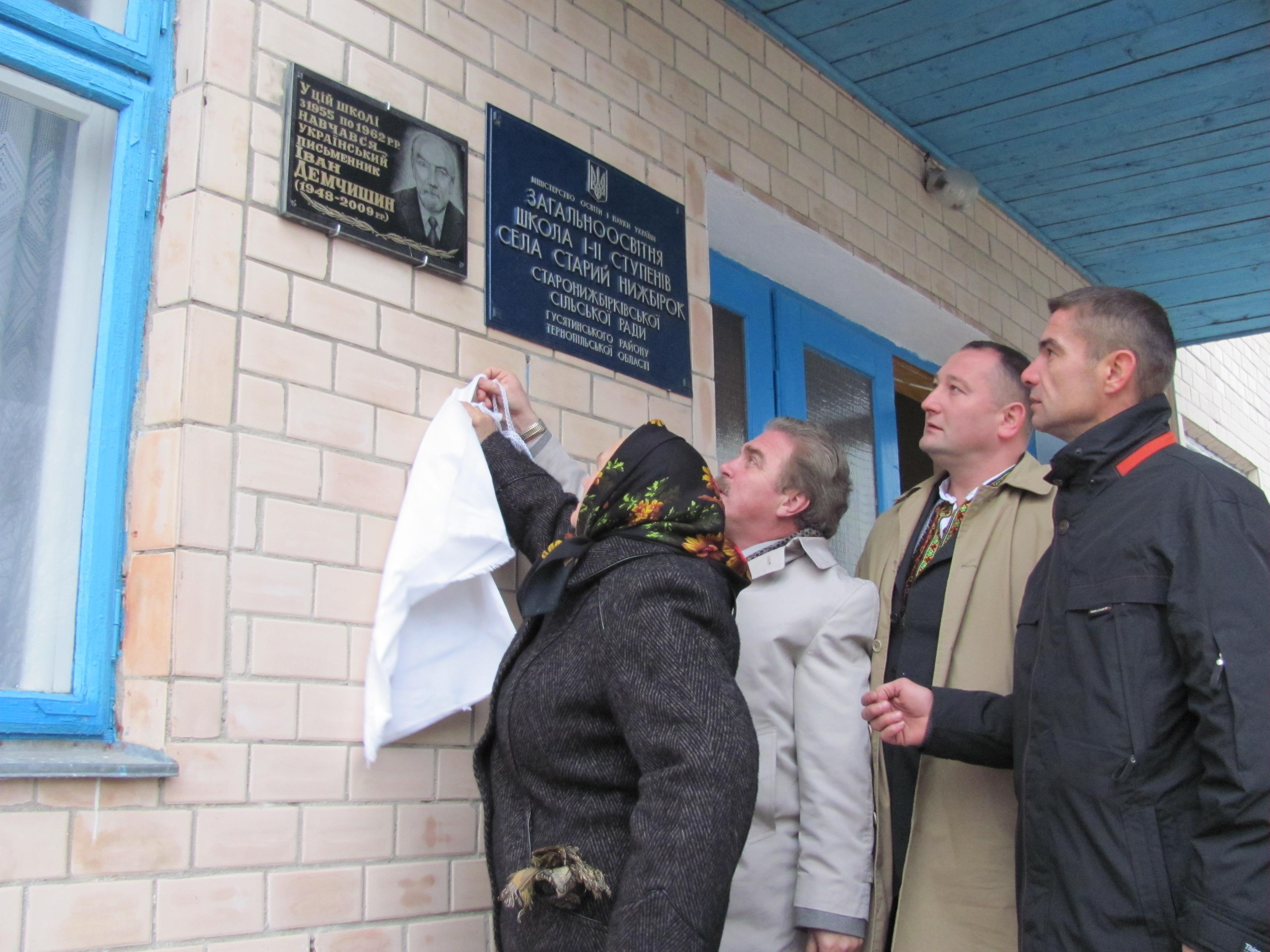
Відкриття меморіальної таблиці
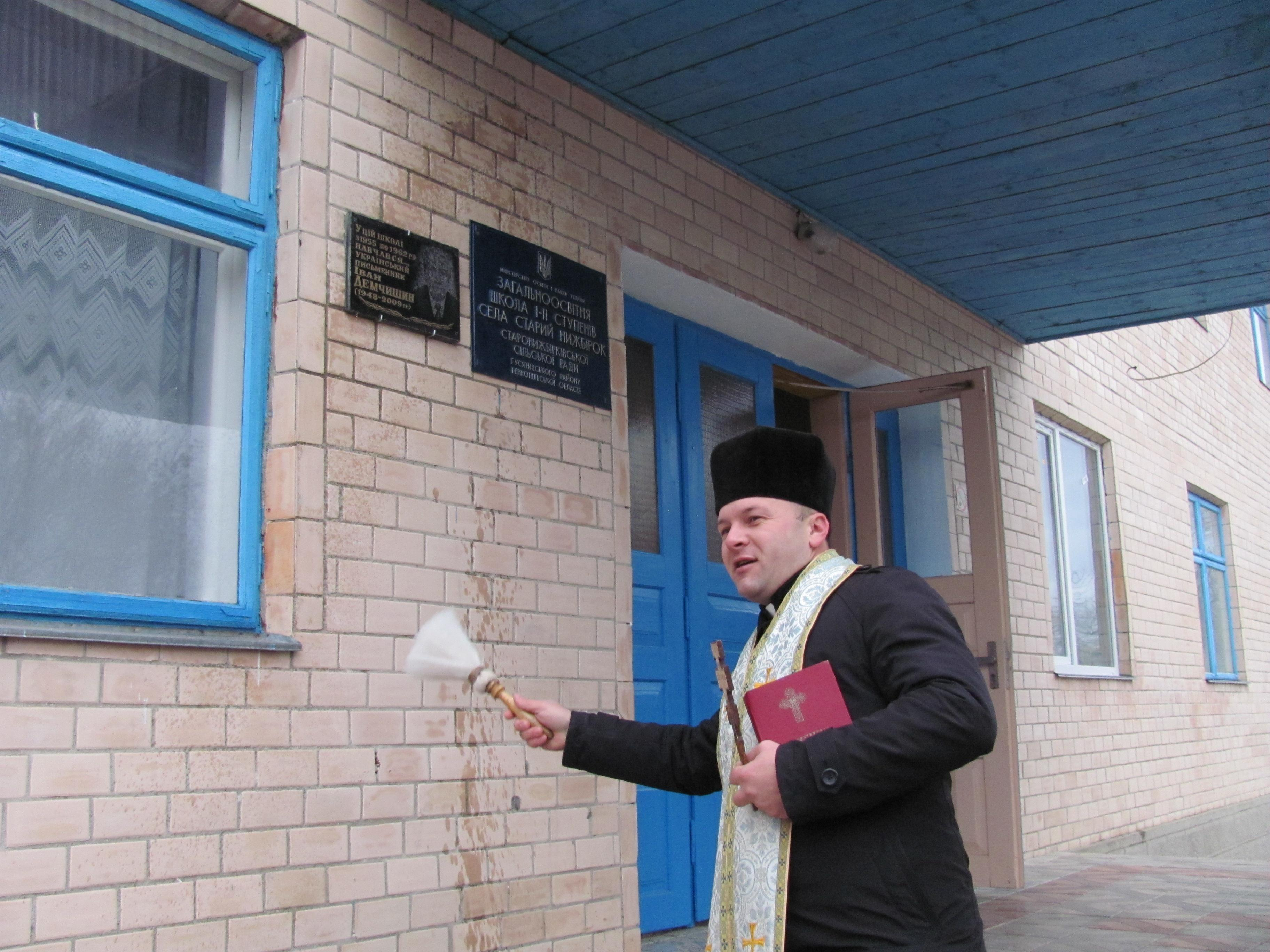
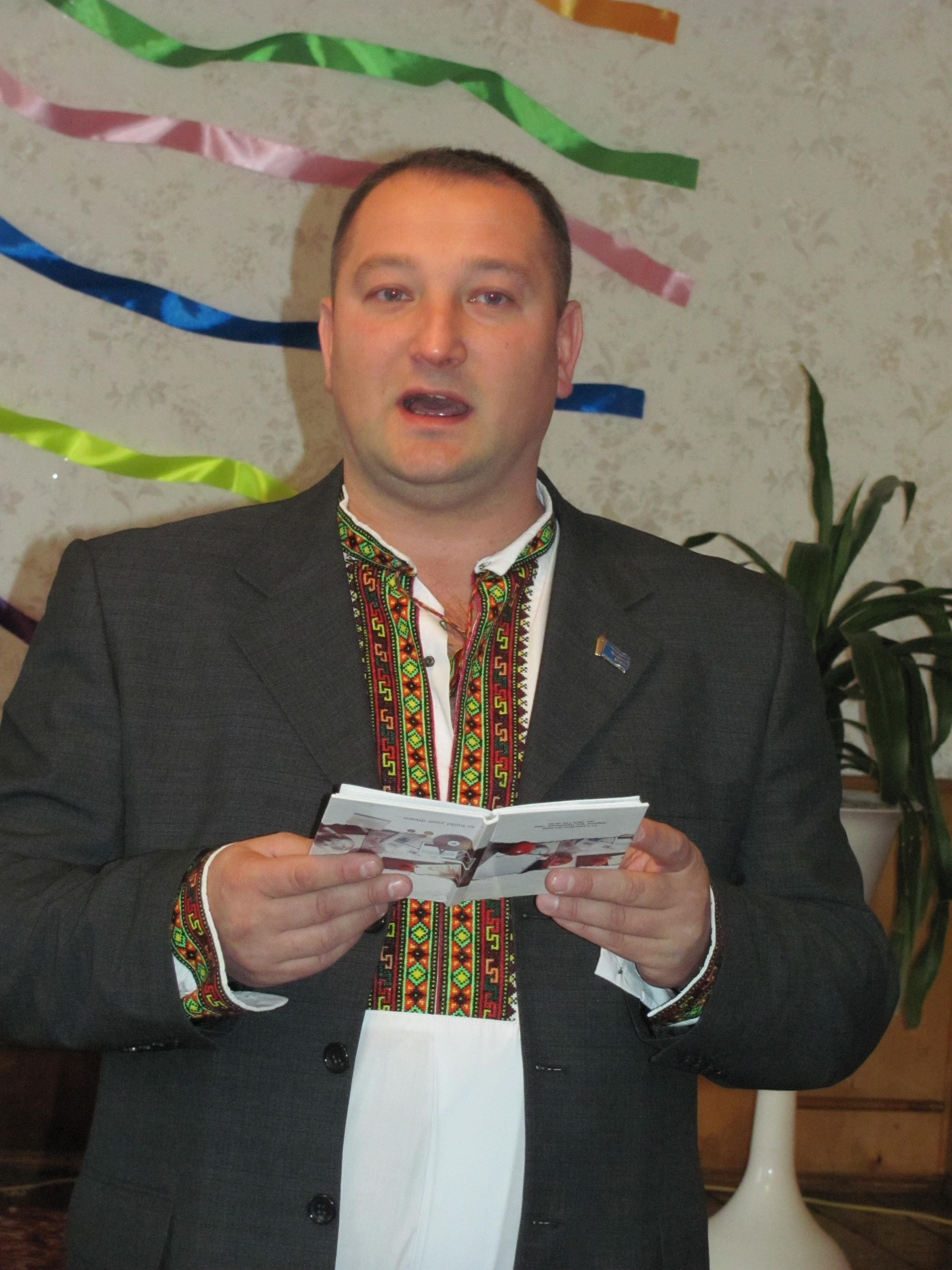
Володимир Демчишин, син Івана Миколайовича
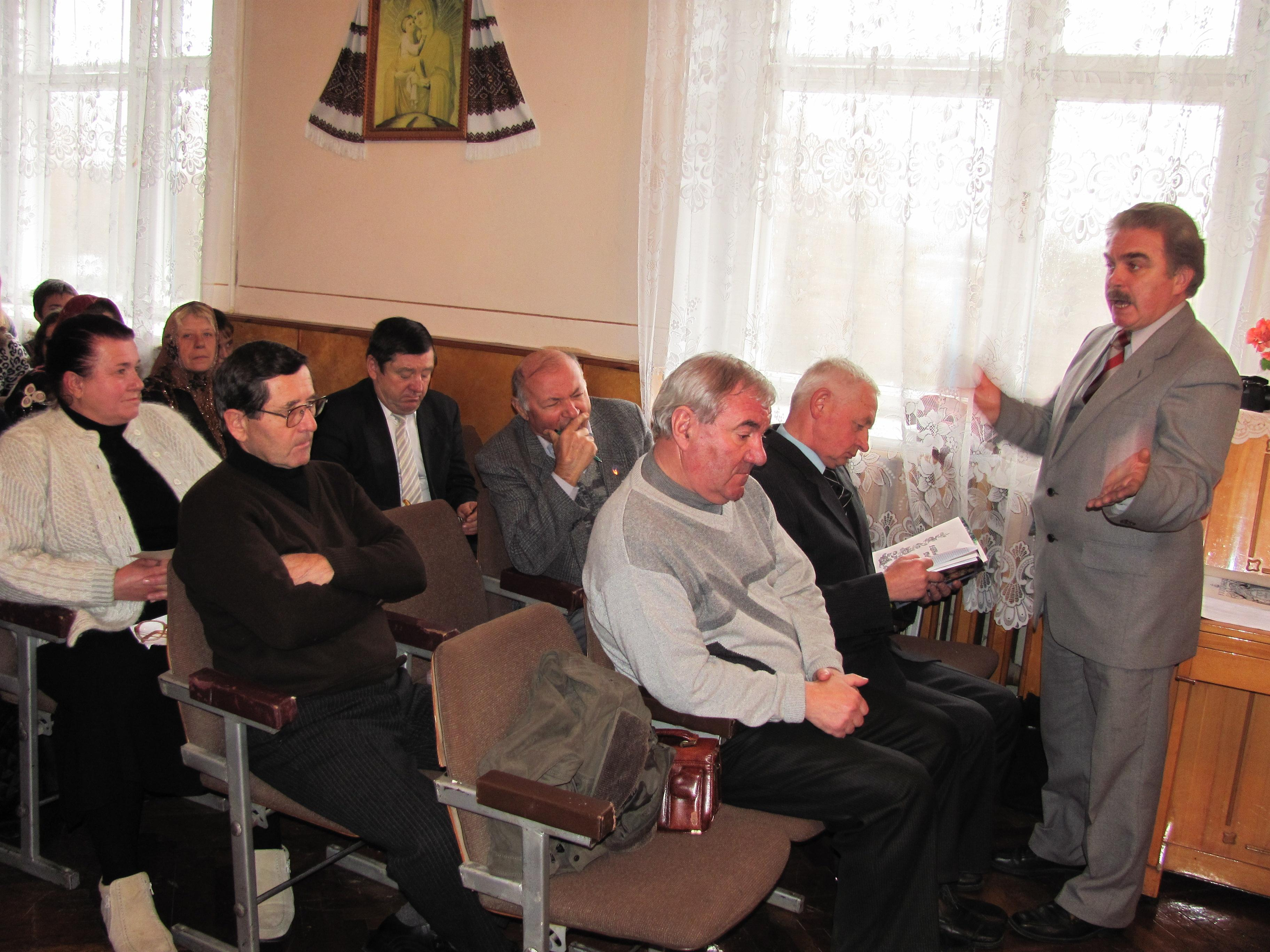
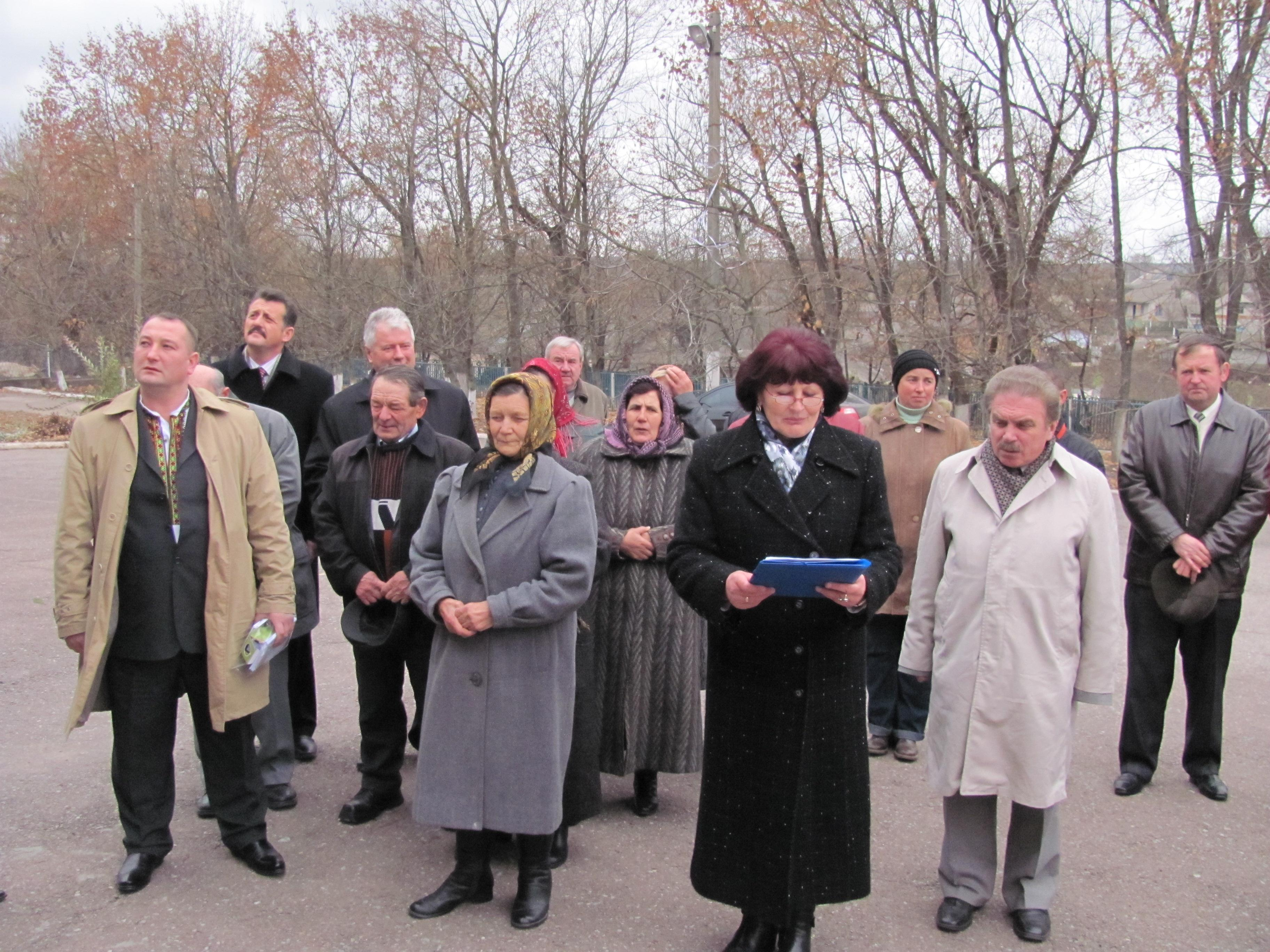
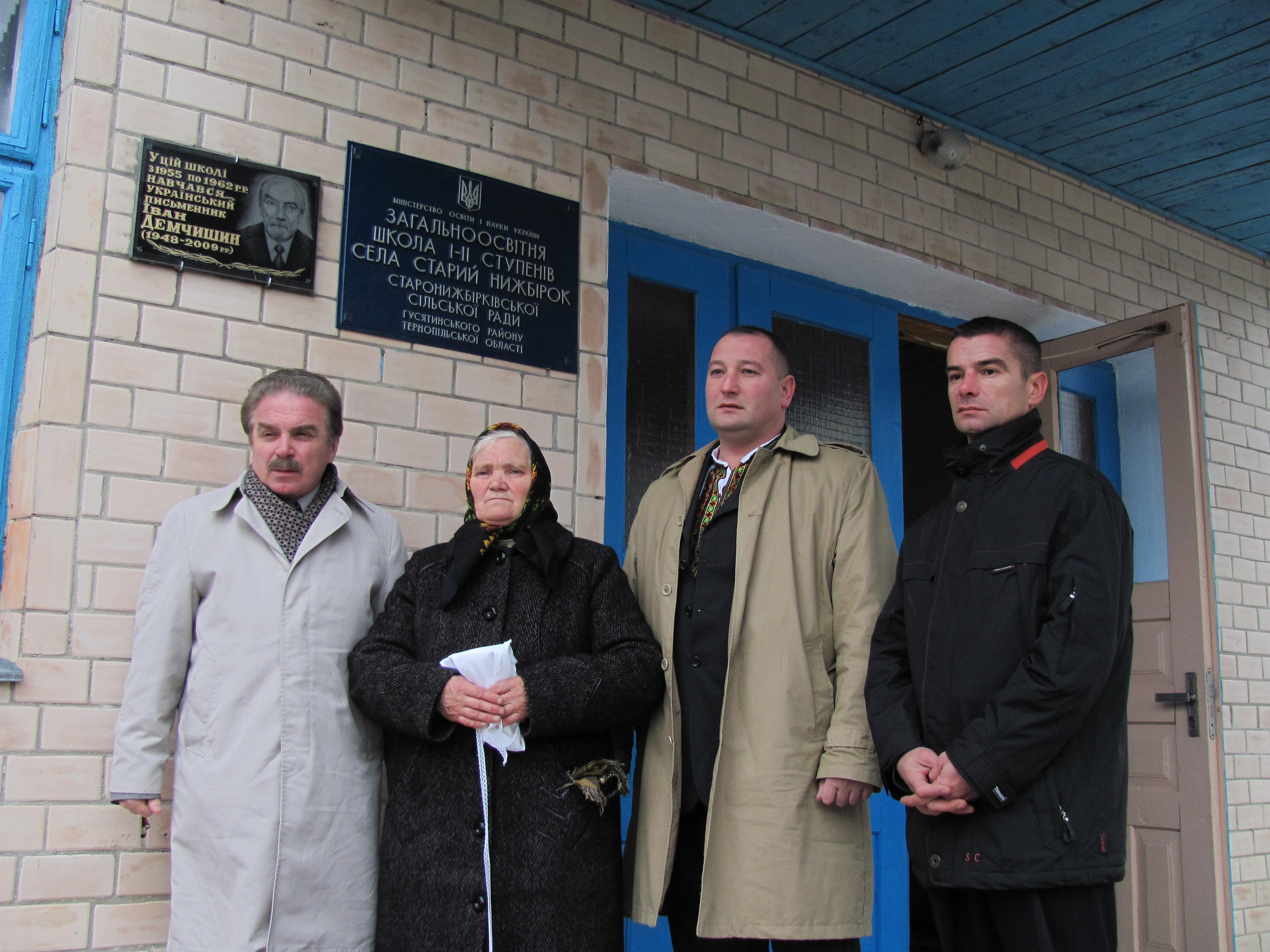